# Amphiura kuekenthali
Amphiura kuekenthali is een slangster uit de familie Amphiuridae.
De wetenschappelijke naam van de soort werd in 1913 gepubliceerd door René Koehler.